# قصر البثينية
قصر البثينية يعتبر من قصور البثينية إحدى محطات درب الحج الشامي المصري، والواقعة شمال شرق بلدة الجموم بحوالي 8 كم، وعلى بعد 500م، غرب الطريق المعبد الخارج من بلدة الجموم، والمتجه للسيل الكبير.

## موقع القصر
يقع القصر في الجهة الشرقية للمحطة، وهو عبارة عن بقايا أساسات لبناء مربع الشكل طول ضلعه 55م، وهو مبنى من الحجر البازلتي، ويبلغ سمك جداره الخارجي متر واحد، وعمق أساساته 1،30م عن مستوى سطح الأرض الخارجية، ويحيط بالقصر دعامات إسطوانية الشكل طول كل منها 2،20م، وعدد هذه الدعامات ثلاث في كل جهة، وواحدة في كل ركن من أركانه، وتختلف الجهة الجنوبية عن الجهات الأخرى حيث أنها تحتوي على أربع دعامات لكون المدخل الرئيسي للقصر يقع في وسطها حيث أن المدخل مدعم بدعامة في كل جانب منه، ويبلغ عرض المدخل حوالي 3،75م ومقسم إلى جزءين تتخذ الشكل المستطيل، ويفصل بينهما بوابة داخلية بعرض 3م، ويوجد في وسط القصر من جهة الجدار الشرقي مبنيان مستطيلا الشكل أبعاد المبنى الشرقي 19,60×21م أما الغربي فأبعاده 18×20م ويحتوي الشرقي على بقايا أساسات لمبنى مستطيل الشكل في داخله ثلاث غرف مقامة على جداره الداخلي الجنوبي، أما المبنى الغربي فيحتوي على غرفة في زاويته الشمالية الغربية، ويحيط بهذين المبنيين فناء من جهاتهما الثلاث الشمالية والغربية والجنوبية، ويحتوي القصر من الداخل على ثلاثة صفوف من الغرف المستطيلة الشكل، وأحد هذه الصفوف ملاصق للجدار الجنوبي للقصر من الداخل، ويشتمل على عشر غرف خمس منها تقع شرق المدخل الرئيسي للقصر، والخمس الأخرى في الغرب منه، ومتوسط قياسات غرفها الداخلية 3,60×5،20م ومعدل سمك جدرانها 80 سم، وتُفتح أبوابها على الفناء، وينتهي الصف من الغرف في كل من الجهة الشرقية والغربية من القصر بممر منكسر يبلغ عرضه 1،75م وها القصر مشابه للقصور الواقعة على درب زبيدة.

## انظر ايضاً
- الجموم
- درب زبيدة
- طريق الحج المصري
- درب الحج الشامي

## وصلات خارجية
- درب زبيدة التاريخي في طريقه لقائمة التراث العالمي.